# Josip Fabiani
Josip Fabiani [fabjáni], slovenski uradnik in politik, 1. december 1805, Kobdilj, † 19. junij 1882, Štanjel.

## Življenje in delo
Rodil se je v družini davčnega uradnika Ivana in gospodinje Terezije Fabiani rojene Paulig. Gimnazijo je končal v Gorici, nato naj bi na Dunaju študiral (pravo ?). Marca 1861, ko je bil uradnik v Bovcu, je bil v kmečki kuriji tolminskega okraja izvoljen v goriški deželni zbor. Kot poslanec si je leta 1866 prizadeval za popravilo ceste Šempeter pri Gorici-Volčja Draga-Dornberk. Istega leta je kot prvi na Goriškem predlagal ustanovitev meteorološke postaje, ki je bila nato 1. novembra 1869 tudi postavljena. Leta 1867 ni bil več izvoljen v deželni zbor, postal je državni uradnik v Gradiški. V letih 1869-1870 pa je na Dunaju pri ministru za finance delal v komisiji za uravnavo zemljiških davkov.